# Monica Rambeau
Monica Rambeau es un personaje ficticio una superheroína que aparece en los cómics estadounidenses publicados por Marvel Comics. Creado por el escritor Roger Stern y el artista John Romita Jr., el personaje debutó en The Amazing Spider-Man Annual # 16 (octubre de 1982). Monica fue presentada como la Capitana Marvel y ganó superpoderes después de ser bombardeada por energía extradimensional, producida por un arma disruptor de energía. El personaje se unió y finalmente se convirtió en la líder de los Vengadores por un tiempo. También fue miembro de Nextwave y el último equipo de Ultimates. También ha sido conocida como Photon, Pulsar y Spectrum en varios puntos de su historia.
El personaje aparece en las producciones del Universo Cinematográfico de Marvel (UCM); Akira Akbar interpreta a Monica Rambeau de niña en la película Capitana Marvel (2019). Teyonah Parris interpreta la versión adulta de Rambeau en la serie de Disney+, WandaVision (2021) y apareció también en la película The Marvels (2023).

## Publicación
El personaje fue creado por Roger Stern y John Romita Jr., y tuvo su primera aparición en Amazing Spider-Man Annual número 16 (1982).

## Biografía del personaje

### Origen
Monica Rambeau nació en Nueva Orleans, Luisiana, hija de Frank y Maria Rambeau. Era teniente en la patrulla del puerto de Nueva Orleans y operaba como capitán de un barco de carga. Tratando de evitar la creación de un arma peligrosa, Rambeau estuvo expuesta a energía extradimensional y se volvió capaz de convertir su cuerpo en energía. Como resultado, a partir de ese momento pudo convertir su cuerpo en energía. Después de este evento, los medios de comunicación la apodaron "Capitana Marvel". Después de una llamada cercana en la que su exceso de energía casi la convirtió en un peligro para los demás antes de que Iron Man y Spider-Man le quitaran ese poder, decidió usar sus poderes para luchar contra el crimen bajo ese nombre. Ben Grimm le dijo que el nombre había sido utilizado originalmente por el difunto héroe Kree, Mar-Vell. Grimm le aseguró que "a [Marvel] no le importaría. Probablemente tampoco soy la única 'Cosa' en el mundo".

### Unión con los Vengadores
Rambeau buscó a los Vengadores en busca de ayuda para dominar sus nuevos poderes y se convirtió en miembro en entrenamiento, pronto los ayudó a enfrentar a Egghead. Con los amigos y mentores de los veteranos de los Vengadores, el Capitán América y la Avispa, la Capitana Marvel pronto se convirtió en miembro pleno después de la batalla contra Hombre Planta. Ella se convirtió en su primera heroína afrodescendiente.
Ella ayudó al Doctor Strange y a la Bruja Escarlata en la lucha contra Drácula.
Dos de los enemigos de Rambeau son la súper poderosa psiquiatra Moonstone (Karla Sofen), y el poderoso peón de Moonstone, Blackout (Marcus Daniels), quien ejerce la Fuerza Oscura. El Capitán Marvel los encontró por primera vez cuando los Vengadores se opusieron a la fuga del encarcelamiento del Dúo en el Proyecto: PEGASO. Después de eso, Rambeau perdió temporalmente su capacidad de transformarse nuevamente en forma humana durante una batalla contra el Dr. Eric Paulson, en la que luchó junto a Spider-Man y Starfox. Estaba con el equipo cuando Beyonder los secuestró a ellos y a otros superhéroes de la Tierra para la primera saga de Secret Wars.
Moonstone y Blackout regresaron como miembros de los Maestros del Mal del Barón Helmut Zemo, participando en una ocupación de la Mansión de los Vengadores y atrapando a Rambeau en la dimensión Fuerza Oscura. Con la ayuda de The Shroud, Rambeau pudo escapar a tiempo para ayudar a recuperar la Mansión. Durante la batalla, Moonstone quedó paralizada y Blackout murió. Otro de los principales enemigos tempranos de Rambeau fue la pirata interestelar asesina, Nebula, que llevó a Rambeau al espacio por un período prolongado antes de reunirse con los Vengadores.
El Capitán Marvel también participó en las batallas contra Beyonder, una confundida Jean Grey, Kang el Conquistador, Attuma, y Gran Maestro.

### Líder de los Vengadores
Más tarde, Rambeau reemplazó a la Avispa como líder de los Vengadores, al mando de ellos en batallas contra los X-Men, los Dioses Olímpicos, y el Super-Adaptoide. Pasó mucho tiempo arbitrando disputas entre Hércules y Namor, y lidiando con el duplicado telépata Dr. Druid, quien intentó suplantarla como presidenta de los Vengadores y socavó su autoridad en cada oportunidad.
Cuando el miembro honorario de los Vengadores y la esposa de Namor, Marrina se transformaron en el gigantesco monstruo marino Leviatán, el Capitán Marvel dirigió la caza de la criatura. Durante la batalla que siguió, Rambeau se transformó en un enorme relámpago para intentar detener a la bestia. Hizo contacto con el agua y accidentalmente se condujo a sí misma a través de la superficie del océano, dispersando sus átomos tan ampliamente que apenas recuperó la forma física. Se reformó como una cáscara frágil y marchita de una mujer sin superpoderes.

### Recuperando sus poderes
Después de retirarse del equipo, Rambeau recuperó primero su salud física y, finalmente, sus poderes, inicialmente desarrollando la capacidad de manipular la energía mecánica para varios efectos. Ella reanudó la lucha contra el crimen, enfrentándose a enemigos como la delincuente brasileña Kristina Ramos, Moonstone y Powderkeg. Al mismo tiempo, se desempeñó como capitana de un barco de carga en la compañía naviera de su amigo Ron Morgan antes de comenzar su propio negocio de fletamento.
Rambeau se mantuvo conectado con los Vengadores y sirvió como reservista, a veces asumiendo funciones de liderazgo en ausencia de la actual silla. Ayudó a repeler una invasión atlante del mundo de la superficie y asiste en los Actos de Venganza, que involucraron un ataque concentrado de varios villanos contra los superhéroes de la Tierra o en el Factor de Terminus. Rambeau lideró una lista de suplentes de reserva durante la primera reorganización respaldada por las Naciones Unidas del equipo. Ella asumió otro papel de liderazgo durante la guerra Kree-Shi'ar y dirigió una delegación de los Vengadores al Imperio Shi'ar para pedir la paz.
Cuando un grupo de alienígenas que se hacían llamar Starblasters intentaron alejar a la luna de la Tierra, Quasar formó un equipo con algunos de los héroes más poderosos del mundo, reclutando a Rambeau, Carol Danvers, Black Bolt, Hyperion, Ikaris, Darkstar, Vanguard y Perun. Durante esta aventura, sus poderes originales se regeneraron gradualmente, regresando por completo cuando el alienígena Extraño acelera el proceso.
Cuando Genis se convirtió en un aventurero, se le conocía como el Capitán Marvel como su padre antes que él, al que Rambeau no le gustaba. Después de que ella, Starfox y Genis se unieron para derrotar al Controlador, Genis trató de conceder el título de Capitán Marvel a Rambeau ya que él sentía que ella era más digna de ello. Rambeau se negó por respeto al legado de Mar-Vell y adoptó un nuevo alias: Photon.

### Regreso de los Vengadores
Después del regreso de los principales Vengadores del universo de bolsillo creado por Franklin Richards, casi todos los miembros actuales y antiguos de los Vengadores quedaron atrapados en una maldición creada por Morgan Le Fay, donde la sirvieron como soldados en un guardia llamado Venganza de la Reina. Debido a su fuerte lealtad al grupo, Rambeau, bajo el nombre de Daystar, fue uno de los primeros Vengadores en recuperar su voluntad y rebelarse contra la bruja.
Más tarde, cuando Photon fue atacada por la Brigada de Demolición en el Martes de Carnaval de Nueva Orleans, ella pidió ayuda a los Vengadores y terminó involucrada en una aventura en el mundo de Arkon con el grupo y su antiguo compañero Vengador, el Caballero Negro.
Durante un tiempo, la madre de Rambeau interceptó las llamadas de los Vengadores por temor a la seguridad de su hija. Después de descubrir este engaño, Rambeau dirigió una fuerza no oficial de Vengadores contra los 'Infinitos', quienes planeaban reubicar la galaxia. Next Photon estuvo involucrado en los eventos de Máxima Seguridad, y luchó con sus excompañeros de equipo contra Bloodwraith, y Lord Templar y Pagan.
Después de eso, Rambeau ayudó al equipo en la estación de monitoreo del espacio profundo con Quasar y Rayo Viviente, entró en acción en la Guerra de Kang, (apoyando también a su amiga Janet Van Dyne y aconsejando al nuevo recluta Triathlon sobre su actual como el miembro más nuevo del equipo), en la crisis mundial causada por Zodiac, y cuando la Bruja Escarlata sufrió una crisis nerviosa y atacó a los Vengadores.

### Desde Pulsar a Nextwave
Cuando Genis-Vell quiso establecer una nueva identidad para sí mismo, comenzó a llamarse Photon. Rambeau lo enfrentó, pero ella decidió dejar que Genis se quedara con el alias de Photon después de que se le ocurrió un nombre que le gustaba más: Pulsar.
Más tarde, Rambeau dirigió el equipo Nextwave, parte del Esfuerzo Antiterrorista Más Alto (H.A.T.E.), contra Armas Inusuales de Destrucción Masiva creadas por Beyond Corporation © donde evitó usar un nombre en código y usaba un nuevo uniforme.
Durante la Guerra Civil de Superhéroes, Rambeau fue miembro de los Vengadores Secretos del Capitán América y se registró como miembro de la Iniciativa.
Cuando el Hermano Voodoo solicitó la ayuda de Rambeau para localizar a algunos hechiceros malvados, reveló una relación anterior con el Hermano Vudú a Black Cat, Gata Infernal y Firestar. A pesar de que lo rompió, Voodoo todavía tenía sentimientos por Rambeau. Ella accedió a ayudarlo, reavivando su relación en el proceso.
Más tarde asistió a la fiesta de cumpleaños de Emma Frost en Las Vegas, donde ayudó a resolver una crisis cósmica que involucraba a Frankie Raye.
El grupo continuó reuniéndose en parte por su apoyo a Firestar, que había combatido y derrotado al cáncer de mama. Ayudó a Carol Danvers en una investigación en el Golfo de México, donde Rambeau indicó que aún temía usar sus poderes bajo el agua desde su experiencia traumática en la batalla contra Marrina Smallwood, y ayudó a Iron Man en la estación de monitoreo del espacio profundo de los Vengadores contra los antiguos monstruos vikingos que decían ser el Emperador de Marte.

### Marvel Now!
Durante la historia de Infinity, Monica Rambeau tomó el nombre de Spectrum mientras perseguía al criminal Blue Streak. Incluso los oficiales de policía que lo arrestaron quedaron impresionados por su último alias y su nuevo traje. Spectrum regresó a una tienda especializada en Nueva York donde un hombre llamado Luc vende trajes de superhéroes de diseño. Mencionó que alguien la estaba esperando en la habitación contigua. Mónica reconoció al hombre, aunque aparentemente todo lo que quería era hablar y pedir ayuda. Spectrum escuchó las explosiones cuando Proxima Midnight comenzó su ataque a la ciudad. Su misterioso invitado dice que no se lo puede ver en Estados Unidos y que necesitaba su ayuda para una misión misteriosa, pero ella se mostró inflexible... él está en una tienda de disfraces, y si quería su ayuda, se pondría un disfraz y la ayudaría.
Mónica se convirtió en líder de campo del nuevo equipo Poderosos Vengadores de Luke Cage después del evento.
Durante la parte de los "Últimos días" de la historia de Secret Wars, Spectrum ideó un plan para destruir la Tierra-1610 para evitar que colisionara con la Tierra-616. En su desesperación durante las dos semanas antes del fin del mundo, Spectrum canalizó todo su poder y fue a destruir la Tierra-1610. Sin embargo, justo antes de que pudiera destruir con éxito la otra Tierra, vio a un grupo de niños que vivían allí, lo que la hizo dudar solo un momento, lo suficiente como para que Ultimate Reed Richards la capturara.
A raíz de la historia de "Devil's Reign", Spectrum ayuda al recién elegido alcalde Luke Cage a acabar con una unidad Thunderbolts liderada por Crossbones. Posteriormente, la especialista en relaciones públicas Helen Astrantia quería que Spectrum liderara los Thunderbolts renombrados. Ella rechaza la sugerencia y se va volando.

## Poderes y habilidades
Debido a la irradiación de energías extradimensionales, Monica puede transformarse en cualquier tipo de energía del espectro electromagnético. Entre las muchas formas de energía que ha asumido y es capaz de controlar están los rayos cósmicos, rayos gamma, rayos X, radiación ultravioleta, luz visible, electricidad, radiación infrarroja, microondas, ondas de radio y neutrinos. Aparentemente consigue esta transformación desplazando la materia de su cuerpo a la dimensión de la que extrae su energía y sustituyéndola por la cantidad correspondiente de energía. Su mente se mantiene en esa dimensión para controlar el estado de su cuerpo. Asumiendo la forma de energía, gana todas las propiedades de esa energía.
Cuando se encuentra con una energía nueva o desconocida, Rambeau a menudo puede duplicarla si se le da suficiente tiempo para el análisis. Rambeau tiende a ser físicamente insustancial en sus formas de energía, aunque con concentración y esfuerzo a veces puede realizar tareas como agarrar un objeto brevemente, ya sea solidificándolo parcialmente o aplicando algún tipo de fuerza al objeto en cuestión.
Cuando Rambeau perdió temporalmente sus poderes originales después de un gasto masivo de energía, desarrolló la capacidad de derivar cualquier energía mecánica dirigida hacia ella a través de una interfaz dimensional que rodeaba su cuerpo, otorgándole mayor fuerza, resistencia al impacto y la capacidad de volar. Después de que Rambeau le pidiera a Reed Richards que examinara estas nuevas habilidades, él teorizó que ella accedió a la misma dimensión de la que derivó sus poderes de energía para crear la interfaz.
Rambeau tiene una gran capacidad de liderazgo y experiencia en la aplicación de la ley debido a su tiempo como oficial de policía y exlíder de los Vengadores. Es una excelente tiradora, combatiente desarmada, detective y nadadora con amplia experiencia náutica. Ella ha recibido entrenamiento en Harbor Patrol y Vengadores en combate desarmado por el Capitán América.

### Limitaciones
Rambeau es capaz de retener su forma de energía durante varias horas sin efectos nocivos. Ella solo puede transformarse a sí misma en una longitud de onda de energía a la vez, pero puede transformarse entre un estado de energía y otra en una fracción de segundo. Una amplia transformación y manipulación de energía puede ser físicamente agotadora una vez que ella asume su forma física. Rambeau también puede ser revertido por la fuerza a su forma original por otras fuerzas.

## Otras versiones

### Age of Ultron
Durante la historia de Age of Ultron, Rambeau aparece entre la resistencia de superhéroes contra Ultron.

### Tierra-A
Al igual que otros habitantes de esta realidad, Mónica Rambeau visitaría periódicamente la Tierra-616 para vacaciones. Debido a la naturaleza del viaje interdimensional, recibió poderes duplicados para su contraparte y se hizo pasar por ella. Está implícito que el Rambeau inexperto que apareció alrededor de ese tiempo en Black Panther era, de hecho, este alternativo. Rambeau afirmó que la razón principal por la que visitó la Tierra-616 no era porque obtendría superpoderes, sino porque sus padres aún estaban vivos en esa realidad.

### Para siempre ayer
Monica Rambeau aparece en New Warriors # 11–13, en una realidad alternativa que figura como Tierra-9105, donde se encuentra bajo el nombre en clave de Scepter. Ella es parte de una versión asesina de los Vengadores, quienes imponen la voluntad de la tiránica Espectro. Hace una aparición breve en Avengers Forever # 11–12 cuando ella y varios otros Vengadores malvados aparecen para luchar contra los principales protagonistas.

### JLA/Avengers
Photon se muestra como un miembro reservista de los Vengadores y los ayuda durante la búsqueda de los doce elementos de poder, luchando contra Linterna Verde. Después de la batalla por el último objeto en la Tierra Salvaje, Mónica participa en una reunión anual de JLA-Avengers en el Satélite de la Liga de la Justicia en el nuevo mundo fusionado que creó al villano Krona, sin darse cuenta de los cambios. Después de eso, ella apareció luchando junto con otros Capitanes Marvels de ambos universos (Mar-Vell, Shazam!) en la batalla final.

### Marvel Zombies
Monica Rambeau aparece en Marvel Zombies vs. The Army of Darkness número 3 en su uniforme de Nextwave, luchando junto al resto del equipo contra un Power Pack zombi.

### MC2
Aunque Monica Rambeau nunca ha aparecido en la línea MC2 de la era futura de Marvel Comics, los cómics presentan a su hija de Derek Freeman, Blacklight, quien aparece por primera vez en A-Next # 9.

### What If?
Monica Rambeau tiene una breve aparición en "¿Qué pasaría si la bruja escarlata no hubiera actuado sola?", ¿Qué pasaría si? Vengadores Desunidos (2006).

## En otros medios

### Universo cinematográfico de Marvel
Monica Rambeau aparece en medios de acción en vivo ambientados en el Universo cinematográfico de Marvel (UCM). Esta versión es hija de Maria Rambeau (interpretada por Lashana Lynch) y amiga de Carol Danvers,a quien Mónica cariñosamente se refiere como "Tía Carol", quien a su vez se refiere a Mónica como "Teniente Problemas".
- Aparece por primera vez de niña en la película Capitana Marvel (2019), interpretada principalmente por Akira Akbar. Después de que Danvers parte de la Tierra para llevar a los refugiados Skrull a un lugar seguro, Monica expresa su deseo de volar al espacio también.
- En la serie de Disney+ WandaVision (2021), su versión adulta es interpretada por Teyonah Parris.[72][73] Se revela que después de la partida de Danvers, María fundó S.W.O.R.D. en la Tierra. Monica siguió los pasos de su madre y Danvers uniéndose a la Fuerza Aérea de los Estados Unidos y alcanzando el rango de Capitana. En 2018 se une a S.W.O.R.D., mientras su madre está hospitalizada por un cáncer; Monica es víctima del Blip de Thanos. A su regreso cinco años más tarde, descubre que su madre había fallecido dos años después de su desaparición. Regresando a S.W.O.R.D., Monica es destinada a investigar la extraña desaparición del pueblo de Westview, Nueva Jersey, donde atraviesa un campo de CMBR y se convierte en un personaje de televisión llamado "Geraldine", como consecuencia de los poderes de Wanda Maximoff. Sin embargo, Wanda la expulsa de Westview una vez que Monica recuerda su realidad. Debido a su exposición a la barrera que aísla Westview las células de Monica comienzan a cambiar a nivel molecular y la astrofísica Darcy Lewis le advierte que la exposición prolongada podría alterar su cuerpo. Debido a la creciente hostilidad del director interino de S.W.O.R.D., Tyler Hayward, hacia Wanda, Monica decide volver a entrar en el maleficio para advertirla con la ayuda del agente Jimmy Woo. Tras conseguir atravesar el campo CMBR por tercera vez logra ganar la capacidad de percibir un mayor rango de la radiación electromagnética. Localiza a Wanda e intenta establecer una conexión con ella, pero esta desconfía de Monica e intenta expulsarla de nuevo. A pesar de que Monica se resiste a los poderes de Wanda, ambas son interrumpidas por Agatha Harkness, quién se lleva a Wanda. Monica intenta perseguirla, pero es atrapada por un residente de Westview llamado Ralph Bohner, quien está controlado por Agatha. Después de esto, Monica evita que Hayward ataque a los hijos de Wanda y se encuentra con Wanda una vez más, empatizando con ella antes de que esta última se esconda. Después de que Hayward es arrestado, Monica recibe la visita de una Skrull disfrazada, quien le pide que se reúna con un amigo de su madre en el espacio.
- Parris repitió su papel de Monica Rambeau en The Marvels (2023).[5]Se revela que ella se graduó de la Universidad Rice y se unió a S.A.B.E.R. Mientras trabaja con Danvers y Kamala Khan para evitar que la Kree Supremor Dar-Benn destruya el universo, Monica termina varada en un universo alternativo y conoce la versión de su madre María y su compañero, el Dr. Hank McCoy.
- Una variante alternativa de Monica aparece en la tercera temporada de What If...?.[74]Presentada en "What If... The Hulk Fought the Mecha-Avengers?", esta versión se convirtió en miembro de los Vengadores en la lucha contra Apex Hulk y su ejército de Bestias Gamma.

### Videojuegos
- Monica Rambeau/Spectrum aparece como personaje jugable en Marvel Future Fight.[75]
- Monica Rambeau/Spectrum aparece como una carta jugable en Marvel Snap.[76][77]
- Monica Rambeau/Spectrum aparece como personaje jugable en Marvel Contest of Champions.[78]